# Алос (древний город)
А́лос, Гал (др.-греч. Ἅλος, лат. Halos) — древний город в ахейской Фтиотиде, в Фессалии. Алос находился в восточной части плодородной равнины Алмироса, между отрогом горы Отрис и бухтой Ньес (Όρμος Νηές) на западном побережье залива Пагаситикос Эгейского моря. Алос был важным городом в древности и расположен на стратегически важной позиции в 60 километрах к северо-востоку от Фермопил, на пути в Среднюю Грецию и Фессалию. Город эллинистического периода построен примерно в конце IV века до н. э.
По Страбону основал город Афамант на Крокийской равнине (Крокусовом поле, Κρόκιον πεδίον), на берегу реки Амфрис, рядом с городами Итон, фтиотийскими Фивами и Птелеем. Южная часть Крокийской равнины называлась Афамантийской долиной (Афамантовым полем, Αθαμάντιον πεδίον, Αthamantius campus) или Афамантией (Αθαμαντία). 
В древности это была база аргонавтов. Дети Афаманта, Фрикс и Гелла, изображённые на бронзовых монетах города, летели через земли и моря на златорунном баране на Понт (Чёрное море), чтобы спастись от Ино.
Раскопки показали, что место было постоянно обитаемо с поздней бронзы, в железный век, в архаический и эллинистический периоды. Найдены кладбища и руины жилых зданий. Остатки поселения IX—VIII вв. до н. э. найдены на месте Алоса эллинистического периода.
Область Алоса упоминается Гомером в Каталоге кораблей в «Илиаде», как давшая ополчение на Троянскую войну под предводительством Ахилла. Алос упоминает Геродот в описании греко-персидской войны (480—479 до н. э.) как базу греческого флота против Ксеркса. В V веке до н. э. Алос был одним из важнейших портов Фессалии. В IV веке до н. э. Алос чеканил свою монету. В ходе Третьей Священной войны Алос был в союзе с Афинами и враждовал с соседним городом Фарсал. Во время переговоров о заключении Филократова мира, с февраля до лета 346 года до н. э. был осаждён македонским военачальником Парменионом, разрушен Филиппом Македонским и передан во власть города Фарсал, державшего сторону Филиппа.
В 302 году до н. э. был построен город эллинистического периода, что связано с деятельностью македонских царей Деметрия Полиоркета и Кассандра в Фессалии. Город эллинистического города был основан как военный лагерь и подобно ему имеет строгий прямолинейный план, выровненный по сторонам света, с упорядоченным расположением улиц и жилых кварталов. Согласно археологическим находкам жители Алоса занимались обработкой земли, скотоводством и рыбной ловлей, в меньшей степени — охотой. Процветал в эллинистический период. В III веке до н. э. Алос вновь чеканил монету, вероятно, после освобождения от власти Фарсала. Бронзовые и серебряные монеты Алоса IV—II вв. до н. э. свидетельствуют о контактах города с областями Фессалии, Фтиотиды, Эвбеи и Македонии.  Новый город просуществовал короткий срок и был покинут в 265 году до н. э., вероятно, после землетрясения. Однако во II веке до н. э. продолжало существовать небольшое поселение. Был важным городом Фессалийской лиги (196—146 до н. э.).
Руины городских стен и жилых домов оставались видимыми и описаны многими путешественниками, в том числе Уильямом Мартином Ликом. Но большинство зданий было разрушено местными жителями при вспашке земли и использовались как материал для строительства. Систематические раскопки начаты в 1970-х годах и продолжаются с участием Нидерландского института в Афинах в настоящее время.
Руины городских стен сохранились над прибрежной равниной Алмирос на отроге, выступающем от северной вершины Айос-Илиас (Άγιος Ηλίας) горы Отрис. На высоте 208 метров у конца отрога находятся стены небольшой круглой крепости циклопической кладки толщиной 2 метров. Вокруг этой высоты и около конца отрога к северо-востоку расположены стены классического периода, построенные из прямоугольных и трапециевидных блоков неравной высоты, сохранившиеся местами до двух кладок высотой. По кругу были неравномерно расположены башни. Часть укреплений отсутствует. Стены из многоугольных блоков спускаются на равнину, но не видно их конца. Стены на высоте, вероятно, относятся к IV веку до н. э. Внутри укреплений не видно остатков зданий.
У северного подножия отрога — обильный, солоноватый источник Кефалосис (Κεφάλωσης). На равнине в пять минутах ходьбы от источника находятся городские стены  эллинистического периода в форме прямоугольника 750 × 710 м, выровненные примерно по сторонам света. Стены выполнены из тяжелых прямоугольных блогов. Стена имеет толщину около 3 метров и имеет 15 квадратных выступающих башен по бокам, не считая башен на каждом углу. Восточная стена и большая часть северной отсутствуют; западная и южные стены в хорошем состоянии, сохранились до двух-трех слоев кладки в высоту. На западной стороне нет ворот; каждая из южной и северной стороны имела ворота, окруженные башнями и небольшими порталами (один на северной, два на южной стороне). Ручей Кефалосис протекает через северную стену и может быть древней рекой Амфрис, о которой писал Страбон. Руины на высоте, вероятно, принадлежат Алосу классического периода, захваченному в 346 году до н. э.; стены на равнине — городу эллинистического периода.
На равнине к северу от акрополя, к северо-востоку от ручья Кефалосис, имеется несколько курганов. Один из них был раскопан в 1912 году и содержит захоронения геометрического периода.
С 2013 года по настоящее время греческими археологами и археологами Нидерландского института в Афинах раскапывается поселение классического периода на продолговатом искусственном кургане Платаньотики-Магула (Πλατανιώτικη Μαγούλα) рядом с современной береговой линией, которое отличается от поселения эллинистического периода. Этот город рассматривался как местоположение Алоса в геометрический и архаический периоды. Но археологические исследования показывают, что эти два города были современными, по крайней мере, до определенного периода.